# Augusto Fantozzi
Augusto Fantozzi (ur. 24 czerwca 1940 w Rzymie, zm. 13 lipca 2019 tamże) – włoski polityk, prawnik i nauczyciel akademicki, parlamentarzysta, w latach 1995–1998 minister.

## Życiorys
Z wykształcenia prawnik, absolwent Uniwersytetu Rzymskiego – La Sapienza. Pracował jako nauczyciel akademicki. Był wykładowcą prawa podatkowego w Perugii, a także na macierzystej uczelni oraz na Uniwersytecie LUISS w Rzymie. W 1975 założył również własną firmę doradztwa podatkowego Fantozzi & Associati.
Od stycznia 1995 do maja 1996 sprawował urząd ministra finansów w rządzie Lamberta Diniego. Od stycznia do lutego 1996 w tym samym gabinecie czasowo pełnił funkcję ministra budżetu i planowania gospodarczego. W maju 1996 objął stanowisko ministra handlu zagranicznego w rządzie Romana Prodiego, które zajmował do października 1998. W latach 1996–2001 wykonywał mandat posła do Izby Deputowanych XIII kadencji. Do parlamentu został wybrany jako przedstawiciel Odnowienia Włoskiego, w 1999 przeszedł do nowo powstałego ugrupowania Demokraci.
Powrócił do działalności akademickiej i konsultingowej. W 2009 został rektorem prywatnej uczelni Università Telematica Giustino Fortunato w Benewencie, którą kierował do 2018. W latach 2008–2011 zarządzał liniami lotniczymi Alitalia – Linee Aeree Italiane. W 2010 objął stanowisko prezesa przedsiębiorstwa SISAL.
Odznaczony Orderem Zasługi Republiki Włoskiej I klasy (2005).